# ジム・ハッサウェイ
ジム・ハッサウェイ（Jim Hathaway、1954年 - ）は、アメリカ合衆国出身の墨絵画家。

## 経歴
ニューヨーク州出身。ニューヨーク州立大学で、素描と油絵を学ぶ。1989年に来日し、墨絵と出会う。
近年、谷中・根津・千駄木といった下町の人気が高まる中で、美術の杜・上野とその隣接の下町で行われる美術イベント「art-Link 上野－谷中」にも毎年出品し、特に下町を拠点とするアメリカ人日本画家としてマスコミに取り上げられることも多くなっている。アトリエは、「アトリエ 時夢草庵」。（東京都台東区谷中4-1-16）

## 著書
- 『下町の外人さん』（志摩千歳訳、産業編集センター、2000年）

## 展覧会
- 中堅経歴回顧展 （中之沢美術館、2013年）